# آسیب‌شناسی بافتی

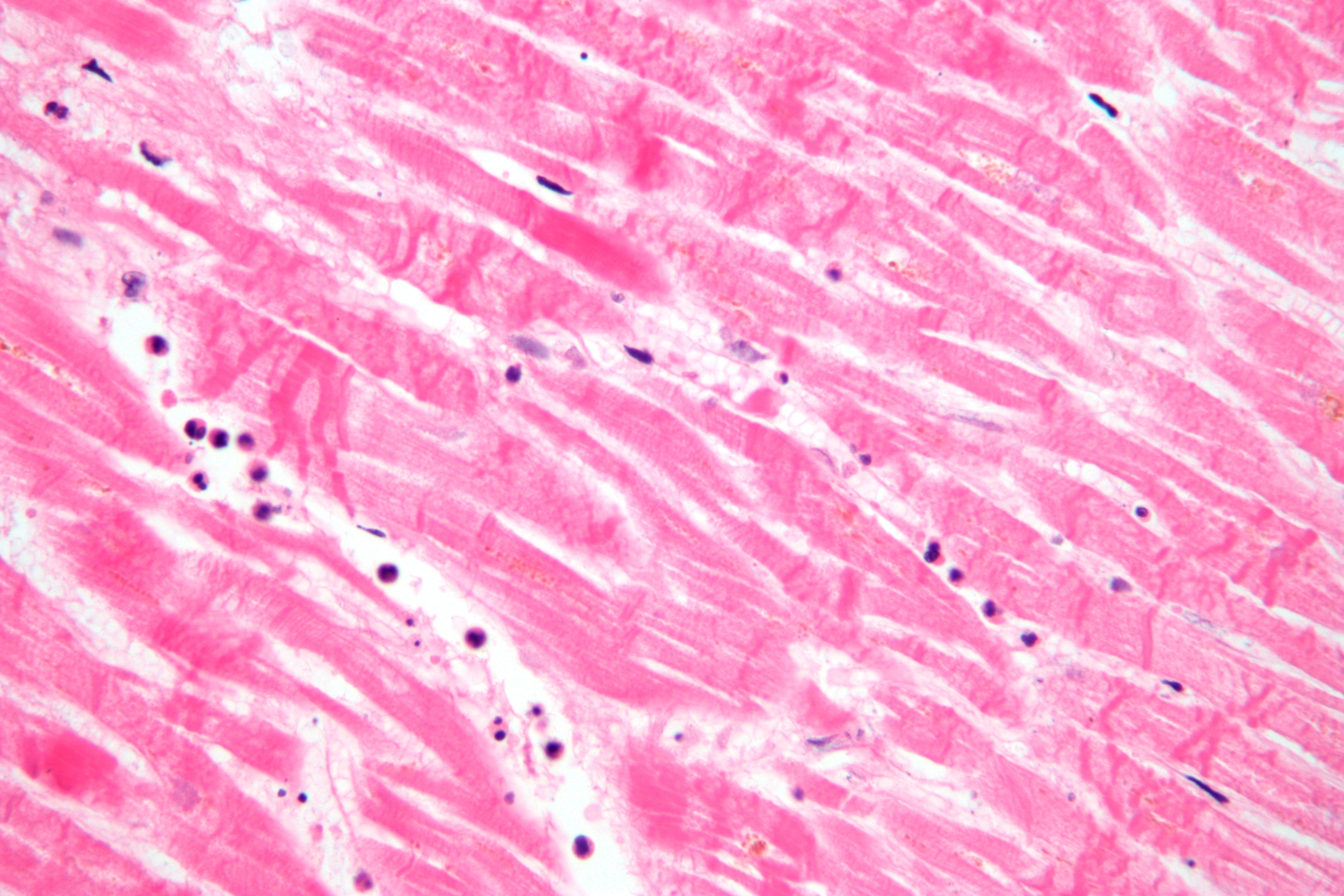
میکروگراف نشان انقباض نکروز باند، یافته‌های هیستوپاتولوژیک انفارکتوس میوکارد (حمله قلبی).

آسیب‌شناسی بافتی (به انگلیسی: Histopathology) از دو کلمهٔ Histology به معنای بافت‌شناسی و پاتولوژی به معنای آسیب‌شناسی تشکیل می‌شود. در هیستوپاتولوژی به بررسی میکروسکوپی بافت پرداخته می‌شود. این کار به منظور یافتن علائم و علت بیماری در بافت انجام می‌شود.

## جمع‌آوری بافت
آزمایش‌های بافت‌آسیب‌شناسی از بافت با جراحی، نمونه برداری یا کالبدشکافی شروع می‌شود. بافت از جسد یا گیاه برداشته می‌شود و سپس در تثبیت‌کننده‌ها نگهداری می‌شود تا از فروپاشی سلول‌ها جلوگیری شود. تثبیت‌کنندهٔ رایج معمولاً فرمالدهید است. (۱۰٪ فرمالدهید در آب).